# Hermann Hermann
Johann Hermann Hermann (* 27. November 1870 in Hard; † 21. Juli 1933 ebenda) war ein österreichischer Politiker (SDAPDÖ). Hermann war in den Jahren 1919/20 Mitglied der Konstituierenden Nationalversammlung und von 1920 bis 1933 Abgeordneter zum österreichischen Nationalrat. In den Jahren 1919 bis 1923 und 1928 bis 1930 war er zudem Abgeordneter zum Vorarlberger Landtag.

## Leben
Hermann Hermann wurde am 27. November 1870 als Sohn des Formstechers Johann Baptist Hermann und seiner Frau Maria Anna in der Vorarlberger Bodenseegemeinde Hard geboren. Nach dem Besuch der Volksschule in Hard erlernte Hermann den Beruf des Stickers.

## Politik
Hermann zählte zu den Gründern der Vorarlberger Sozialdemokratischen Partei, was sich unter anderem dadurch ausdrückte, dass er, als 1918 die provisorische Vorarlberger Landesversammlung gegründet wurde, als Ersatzmann für die Sozialdemokraten diente und ein Jahr später, am 4. März 1919 selbst Mitglied der konstituierenden Nationalversammlung für die neu entstandene Republik Deutsch-Österreich wurde. Nach der Umbenennung des Staats und der ersten Nationalratswahl in der Geschichte der Ersten Republik wurde Hermann für die Sozialdemokraten am 10. November 1920 als Nationalratsabgeordneter angelobt. Mit einer kurzen Unterbrechung vom 1. Oktober bis zum 2. Dezember 1930 übte Hermann dieses Amt bis zum 21. Juli 1933 aus.
Vom 17. Juni 1919 bis zum 5. November 1923 sowie vom 2. April 1928 bis zum 23. Dezember 1930 gehörte Hermann außerdem als Abgeordneter dem Vorarlberger Landtag an. In seiner Heimatgemeinde Hard war er von 1906 bis 1933 Gemeindevertretungsmitglied und zudem von 1909 bis 1919 und von 1924 bis 1933 Gemeinderat.